# Adri Voorting
Adri Voorting, né le 15 février 1931 à Haarlem et mort le 1er août 1961 à Berg-op-Zoom, est un coureur cycliste professionnel néerlandais.
Professionnel de 1953 à 1960, il remporte quatre victoires. Il participe à deux Tours de France en 1953 et en 1955 mais doit abandonner.
Son frère Gerrit Voorting fut également un coureur cycliste professionnel de 1950 à 1961.
Le 26 juillet 1961, il est victime d'un accident de la route. Transféré à l'hôpital, il succombera à ses blessures le 1er aout.

## Palmarès
- 1952
  - Ronde van Midden-Nederland
  - Tour d'IJsselmeer
  - Amsterdam-Arnhem-Amsterdam
  - 2e du Tour du Limbourg
  - 8e du championnat du monde sur route amateurs
- 1953
  - 2e d'À travers la Belgique
- 1954
  -  Champion des Pays-Bas sur route
  -  Champion des Pays-Bas de poursuite
  - 7e du Tour d'Italie
- 1956
  - 7eb étape du Critérium du Dauphiné libéré

## Résultats sur les grands tours

### Tour de France
2 participations
- 1953 : abandon (18e étape)
- 1955 : abandon (9e étape)

### Tour d'Italie
- 1954 : abandon